# Petru Ehegartner
Petru Ehegartner (n. 5 august 1957

) este un senator român, ales în 2012. 